# Matayba laevigata
Matayba laevigata är en kinesträdsväxtart som först beskrevs av Friedrich Anton Wilhelm Miquel, och fick sitt nu gällande namn av Ludwig Radlkofer. Matayba laevigata ingår i släktet Matayba och familjen kinesträdsväxter. Inga underarter finns listade i Catalogue of Life.